# 1790 en Italie
Chronologie de l'Italie
- 1786
- 1787
- 1788
- 1789
- 1790
- 1791
- 1792
- 1793
- 1794

## Événements
- 2 juillet : Ferdinand de Habsbourg-Lorraine devient grand duc de Toscane (fin en 1801, puis 1814-1824)[1].

## Culture

### Opéras créés en 1790
- 27 avril : Le Mort imaginaire, opéra comique d'Antonio Bartolomeo Bruni, créé à Versailles, au Théâtre Montansier
- 21 juin : Spinette et Marini ou La Leçon conjugale, opéra comique en un acte d'Antonio Bartolomeo Bruni, livret de Nicolas-Marie-Félix Bodard de Tezay, créé à Versailles, au Théâtre Montansier

## Naissances en 1790
- 20 janvier : Tommaso Grossi, écrivain et poète de langue lombarde. († 10 décembre 1853).
- 1er février : Matilde Viscontini Dembowski, patriote italienne, membre des Carbonari, célèbre pour avoir été le grand amour malheureux de Stendhal. († 1er mai 1825)
- 15 février : Tommaso Gazzarrini, peintre, qui a peint des sujets religieux et historiques dans un style néo-classique. († 7 février 1853).
- 22 février : Giovanni Battista Biscarra, peintre, nommé en 1821 premier peintre du roi et directeur de l'Académie des Beaux-Arts de Turin[2] par le roi de Sardaigne Charles-Félix. († 13 avril 1851).
- 10 mars : Nicola Mazza, prêtre catholique italien, fondateur de plusieurs instituts d'éducation, reconnu comme vénérable par le pape François en 2013. († 2 août 1865)
- 14 mars : Lorenzo Picolet, avocat et homme politique savoyard du royaume de Sardaigne, conseiller à la cour de cassation en 1847, nommé sénateur du royaume de Sardaigne de 1848 jusqu'à sa démission en 1860, lors de la 1re législature du royaume de Sardaigne, par le roi Charles-Albert de Sardaigne. († 20 avril 1870).
- 15 mars : Nicola Vaccai, compositeur, ultime représentant[3] de l'École napolitaine de musique, auteur d'opéras (17), de diverses œuvres de Musique sacrée, de cantates et de quatre ballets. († 5 août 1848)
- 9 avril : Élisabeth Vendramini, religieuse fondatrice des franciscaines élisabethines, reconnue bienheureuse par l'Église catholique. († 2 avril 1860)
- 21 avril : Anton Sminck Pitloo, peintre d'origine néerlandaise, professeur à l'Institut des beaux-arts de Naples, qui fut l'un des fondateurs de l'École du Pausilippe. († 22 juillet 1837).
- 22 mai : Bianca Milesi, femme patriote, écrivain et peintre, qui a joué un rôle important dans les mouvements insurrectionnels des carbonari milanais de 1821. († 8 juin 1849)
- 2 juillet : Léopold de Bourbon-Siciles, prince de Naples et de Sicile puis des Deux-Siciles, prince de Salerne, fils du roi Ferdinand Ier des Deux-Siciles. († 10 mars 1851)
- 6 juillet : Giuseppe Tominz, peintre  de la période du Biedermeier, connu pour ses portraits. († 24 avril 1866).
- 6 août : Eusebio Bava, général et homme politique, considéré comme l'un des meilleurs généraux de l'armée de Charles-Albert de Savoie, nommé sénateur du royaume de Sardaigne en 1848. († 30 avril 1854).
- 25 août : Nicola Maresca Donnorso, diplomate et homme politique, qui fut ambassadeur du royaume des Deux-Siciles à Paris en 1840, et premier ministre et ministre des Affaires étrangères du royaume des Deux-Siciles en 1848. († 17 novembre 1870).
- 15 septembre : 
  - Giovanni David, chanteur lyrique (ténor), connu notamment pour ses rôles dans les opéras de Rossini. († 1864).
  - Filippo Marsigli, peintre de style académique, professeur à l'Institut royal des beaux-arts de Naples, connu pour ses peintures d'histoire de grand format à sujet épique. († 1863)
- 27 septembre : Giuseppe Alinovi, compositeur de la période romantique, connu pour ses œuvres de musique sacrée et profane, à la fois instrumentale et vocale. († 18 mars 1869).
- 21 octobre : Carlo Ilarione Petitti di Roreto, économiste, écrivain, conseiller d'État et homme politique, membre de l'Académie des sciences de Turin, nommé sénateur du Royaume de Sardaigne en 1848. († 10 avril 1850).
- 7 novembre : Luigi Legnani, guitariste, chanteur et compositeur. († 5 août 1877).
- 25 novembre : Giovan Battista Borghesi, peintre néo-classique, professeur à l'Académie des beaux-arts de Parme. († 25 novembre 1846)
- 15 décembre : Luigi Rossini, graveur, généralement considéré comme l'héritier de Giovanni Battista Piranesi et reconnu pour ses représentations des monuments antiques de Rome et du Latium. († 22 avril 1857)

## Décès en 1790
- 25 janvier : Giovanni David, 66 ans, graveur et peintre d'art sacré de l'école génoise, actif à Gênes et à Venise. (° 1743)
- 3 février : Niccolò Lapiccola, 36 ans, peintre baroque de l'école romaine, marquant une transition vers le néo-classicisme. (° 7 février 1727)
- 20 juillet : Giordano Riccati, 81 ans, physicien, architecte et théoricien de la musique, spécialiste de l'acoustique musicale, connu pour ses recherches sur les mathématiques des systèmes acoustiques. (° 25 février 1709)
- 9 août : Ignazio Gaetano Boncompagni-Ludovisi, 47 ans, cardinal, secrétaire d'État du Saint-Siège de 1785 à 1789, créé in pectore par le pape Pie VI en 1775. (° 18 janvier 1743)

- Gaetano Mercurio, peintre palermitain du baroque tardif, auteur de fresques et de peintures religieuses pour décorer des églises en Sicile, notamment à Castelbuono et à Chiaramonte Gulfi[4]. (° 1730)